# Sóviet de las Nacionalidades
El Sóviet de las Nacionalidades (en ruso: Совет Национальностей, romanización Soviet Natsionalnosteiy) era una de las dos cámaras del Sóviet Supremo de la Unión Soviética creado por la Constitución de la Unión Soviética de 1936. Funcionó entre los años 1938 y 1991. A diferencia del Sóviet de la Unión, el Sóviet de las Nacionalidades estaba compuesto por representantes de las distintas repúblicas y regiones de la Unión Soviética, que representaban las divisiones administrativas y no por representantes de los distintos grupos étnicos.

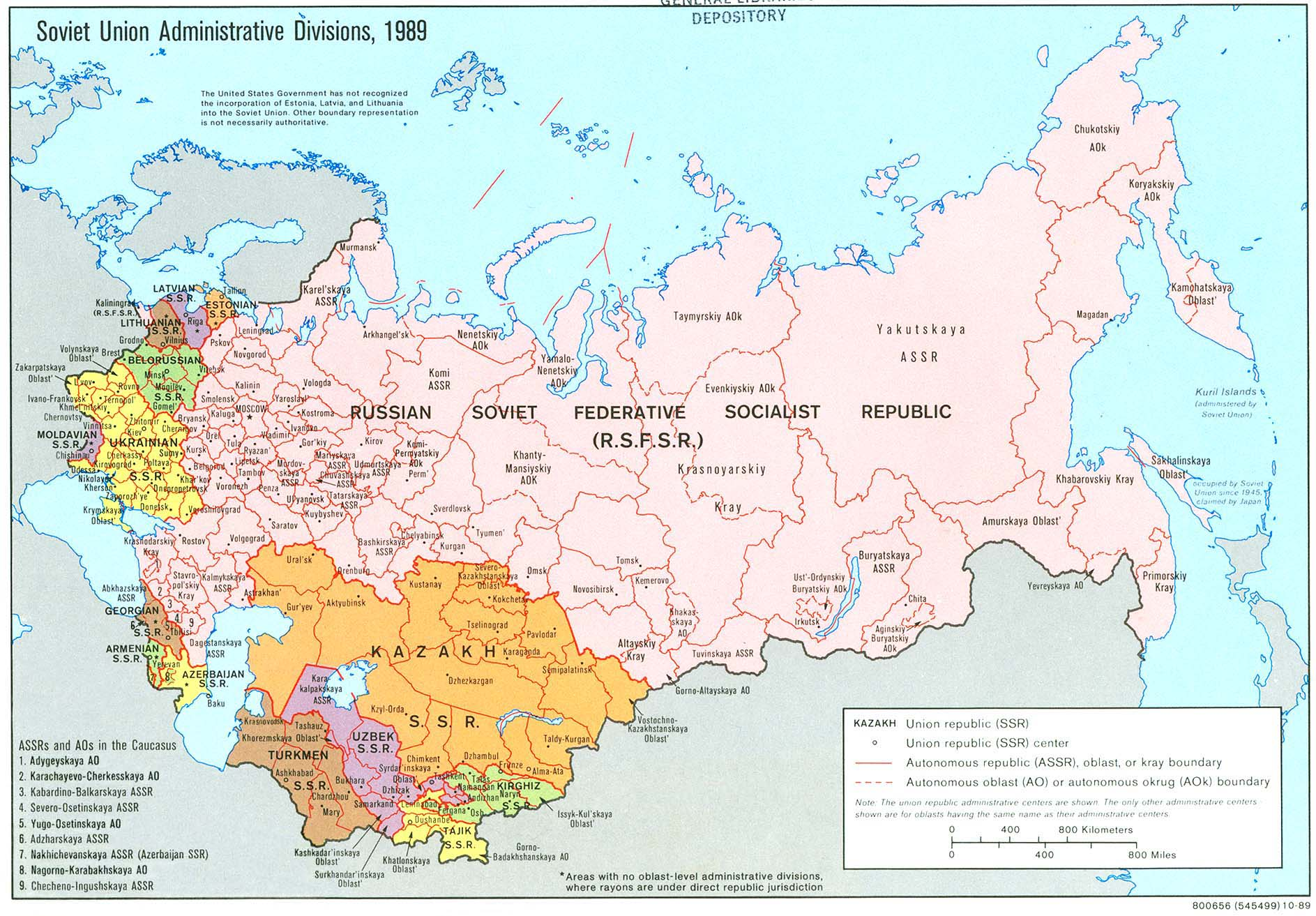
Divisiones administrativas de la Unión Soviética en 1989.

El Sóviet de las Nacionalidades disfrutó de los mismos derechos que el Sóviet de la Unión, tanto en el área de las iniciativas legislativas, como en la resolución de otras cuestiones. Gozaba de autonomía para elegir a su presidente, que dirigía las sesiones de la cámara, así como a sus cuatro vicepresidentes y a las comisiones permanentes.

## Composición y forma de elección
El Sóviet de las Nacionalidades estaba compuesto por 683 diputados, y sus miembros eran elegidos de forma universal, igualitaria, directa y secreta, de acuerdo con los principios de la democracia socialista. Con la regla de igualdad de representación de las diferentes nacionalidades soviéticas, el sóviet estaba formado por igual cantidad de representantes de cada una de las Repúblicas de la Unión Soviética:
- 32 diputados por cada república (sin contar otras unidades autónomas que podían estar dentro de la república, que enviaban miembros de forma separada).
- 11 diputados por cada república autónoma.
- 5 diputados por cada óblast autónomo.
- 1 diputado por cada distrito nacional.

En el Sóviet de las Nacionalidades, tanto la más grande de las repúblicas, la RSFS de Rusia, con una población de 147 millones de personas, como la república más pequeña, la RSS de Estonia, con una población de 1,5 millones, tenían 32 diputados cada una.

## Comisiones permanentes
- Comisión Mandatoria
- Comisión en Supuestos Legislativos
- Comisión de Planificación de Presupuesto
- Comisión de Asuntos Exteriores
- Comisión de Asuntos de la Juventud
- Comisión de Industria
- Comisión de Transportes y Comunicaciones
- Comisión de Construcción e Industria de los Materiales de Construcción
- Comisión de Servicio de Consumo y Economía Municipal
- Comisión de Medio Ambiente.

## Presidentes del Sóviet de las Nacionalidades
| N.º                                         | Retrato                                     | Retrato                                                              | Nombre (nacimiento–muerte)                  | Duración del mandato                        | Partido político                            | Convocatorias                               |
| Presidente del Sóviet de las Nacionalidades | Presidente del Sóviet de las Nacionalidades | Presidente del Sóviet de las Nacionalidades                          | Presidente del Sóviet de las Nacionalidades | Presidente del Sóviet de las Nacionalidades | Presidente del Sóviet de las Nacionalidades | Presidente del Sóviet de las Nacionalidades |
| ------------------------------------------- | ------------------------------------------- | -------------------------------------------------------------------- | ------------------------------------------- | ------------------------------------------- | ------------------------------------------- | ------------------------------------------- |
| 1                                           |                                             | A picture taken by the Soviet Government of Nikolai Shvernik in grey | Nikolái Shvérnik (1888–1970)                | 12 de enero de 1938 – 10 de febrero de 1946 | Partido Comunista                           | 1.ª convocatoria                            |
| 2                                           |                                             |                                                                      | Vasili Kuznetsov (1901–1990)                | 12 de marzo de 1946 – 12 de marzo de 1950   | Partido Comunista                           | 2.ª convocatoria                            |
| 3                                           |                                             |                                                                      | Zhumabái Shayajmetov (1902–1966)            | 12 de junio de 1950 – 14 de marzo de 1954   | Partido Comunista                           | 3.ª convocatoria                            |
| 4                                           |                                             |                                                                      | Vilis Lācis (1904–1966)                     | 20 de abril de 1954 – 27 de marzo de 1958   | Partido Comunista                           | 4.ª convocatoria                            |
| 5                                           |                                             |                                                                      | Jānis Peive (1906–1976)                     | 27 de marzo de 1958 – 12 de junio de 1966   | Partido Comunista                           | 5.ª–6.ª convocatoria                        |
| 6                                           |                                             |                                                                      | Justas Paleckis (1889–1980)                 | 2 de agosto de 1966 – 14 de junio de 1970   | Partido Comunista                           | 7.ª convocatoria                            |
| 7                                           |                                             |                                                                      | Yadgar Nasriddinova (1920–2006)             | 14 de julio de 1970 – 16 de junio de 1974   | Partido Comunista                           | 8.ª convocatoria                            |
| 8                                           |                                             |                                                                      | Vitalijs Rubenis (1914–1994)                | 25 de julio de 1974 – 4 de marzo de 1984    | Partido Comunista                           | 9.ª–10.ª convocatoria                       |
| 9                                           |                                             |                                                                      | August Voss (1916–1994)                     | 11 de abril de 1984 – 25 de mayo de 1989    | Partido Comunista                           | 11.ª convocatoria                           |
| 10                                          |                                             |                                                                      | Rafik Nishánov (1926–2023)                  | 6 de junio de 1989 – 21 de octubre de 1991  | Partido Comunista                           | 12.ª convocatoria                           |